# Antonio Vivaldi
|  | Aquest article tracta sobre el compositor italià del barroc. Si cerqueu el navegador web, vegeu «Vivaldi (navegador web)». |

Antonio Lucio Vivaldi (Venècia, 4 de març del 1678-Viena, 28 de juliol del 1741) va ser un reconegut violinista i un dels principals compositors del barroc.
Era anomenat Il prete rosso ('El capellà roig') per ser sacerdot (catòlic) i pèl-roig. Va compondre unes 777 obres, entre les quals hi ha 477 concerts i 46 òperes. És especialment conegut, en l'àmbit popular, per ser l'autor de la sèrie de concerts per a violí i orquestra: Les quatre estacions. Aquesta obra, que forma part del cicle de l'opus 8 Il cimento dell'armonia e dell'inventione, té una importància capital per suposar la ruptura del paradigma del concerto soli, establert pel mateix Vivaldi. Fins llavors, el concerto soli era un concert en què l'instrument solista portava tot el pes de la melodia i la composició, i la resta de l'orquestra es limitava a exercir l'acompanyament segons les regles de l'harmonia.

## Biografia

### L'origen dels Vivaldi
Dels orígens de la família Vivaldi, se'n sap molt poc. El seu avi Agostino era un forner de Brescia; estava casat amb Margherita, amb qui va tenir diversos fills; un d'ells fou Giovanni Battista, familiarment anomenat Gianbattista, que va néixer al voltant del 1655. Margherita, a la mort del seu espòs, pel 1665, anà a Venècia amb els seus fills i Gianbattista començà a destacar com a violinista. El juny del 1676, als vint anys, va contraure matrimoni amb Camilla Calicchio.
Per aquell temps, Gianbattista Vivaldi figurava inscrit en el gremi dels forners segons algunes fonts i exercia de barber segons d'altres. El 1678, apareix en el certificat de baptisme del seu fill Antonio Lucio com a sonador (o sia, com a instrumentista). Sobre la seva qualitat com a sonador no hi pot haver cap classe de dubte si tenim en compte que fou admès com a violinista a la capella de Sant Marc per Giovanni Legrenzi (en aquell temps, mestre de capella) l'abril de 1685 i se li assignà un sou de vint-i-cinc ducats. Va ensenyar violí a l'Ospedale dei Mendicanti i va actuar en els principals teatres d'òpera de la ciutat.
Gianbattista era pèl-roig i se'l coneixia amb el malnom de Rossi; havia estat soci fundador de l'Associació Musical de Santa Cecília, institució que reunia els instrumentistes més prestigiosos de La Superba. En una Guida de'forestieri de Vicenzo Coronelli, publicada el 1713, hi ha sengles ressenyes de Gianbattista i del seu fill Antonio, que els confirma com a excel·lents virtuosos del violí. Finalment, se sap que el 1729 Gianbattista sol·licità permís als responsables de Sant Marc per viatjar a Alemanya amb Antonio. A partir d'aquí, es perd la petjada de Gianbattista i no se'n sap res més.
La vida de Vivaldi es basa en proves directes limitades, les del president de Brosses, el dramaturg Carlo Goldoni, l'arquitecte alemany Von Uffenbach, que havia tingut contacte amb el músic, de les poques de la seva pròpia mà, i documents de tota mena que es varen trobar en diversos arxius a Itàlia i a l'estranger. Per donar-ne dos exemples, no va ser fins al 1938 quan Rodolfo Gallo va ser capaç de determinar la data exacta de la seva mort, que figura en l'acta que es troba a Viena i, el 1962, Eric Pau va trobar la identificació del seu naixement mitjançant el certificat de baptisme. La data del 1678, que se suposava anteriorment, era d'una estimació de Marc Pincherle, sobre la base dels passos coneguts de la seva carrera eclesiàstica.
Com a resultat, la seva biografia encara conté moltes llacunes i imprecisions i en continua la investigació. Certs períodes de la seva vida romanen completament foscos, així com nombrosos viatges realitzats o assumits en la península Italiana i a l'estranger. Això també és vàlid per al coneixement del seu treball i encara podem trobar peces que es creien perdudes, o s'han mantingut com a desconegudes, com ara l'òpera Argippo, que es trobà el 2006 a Regensburg.

### Infantesa
Va néixer a Venècia, en aquell temps capital de la República de Venècia, un 4 de març del 1678. Aquell dia hi hagué un terratrèmol. Com que tenia la salut delicada, van haver de batejar-lo urgentment perquè estava en perill de mort. El seu pare, Giovanni Battista Vivaldi, fou qui inicià Antonio en la carrera musical i qui més tard el va fer entrar a l'orquestra de la Cappella di San Marco. La seva mare es deia Camilla Galicchio. Era la filla d'un sastre venecià i va tenir nou fills, dels quals Antonio era el més gran.

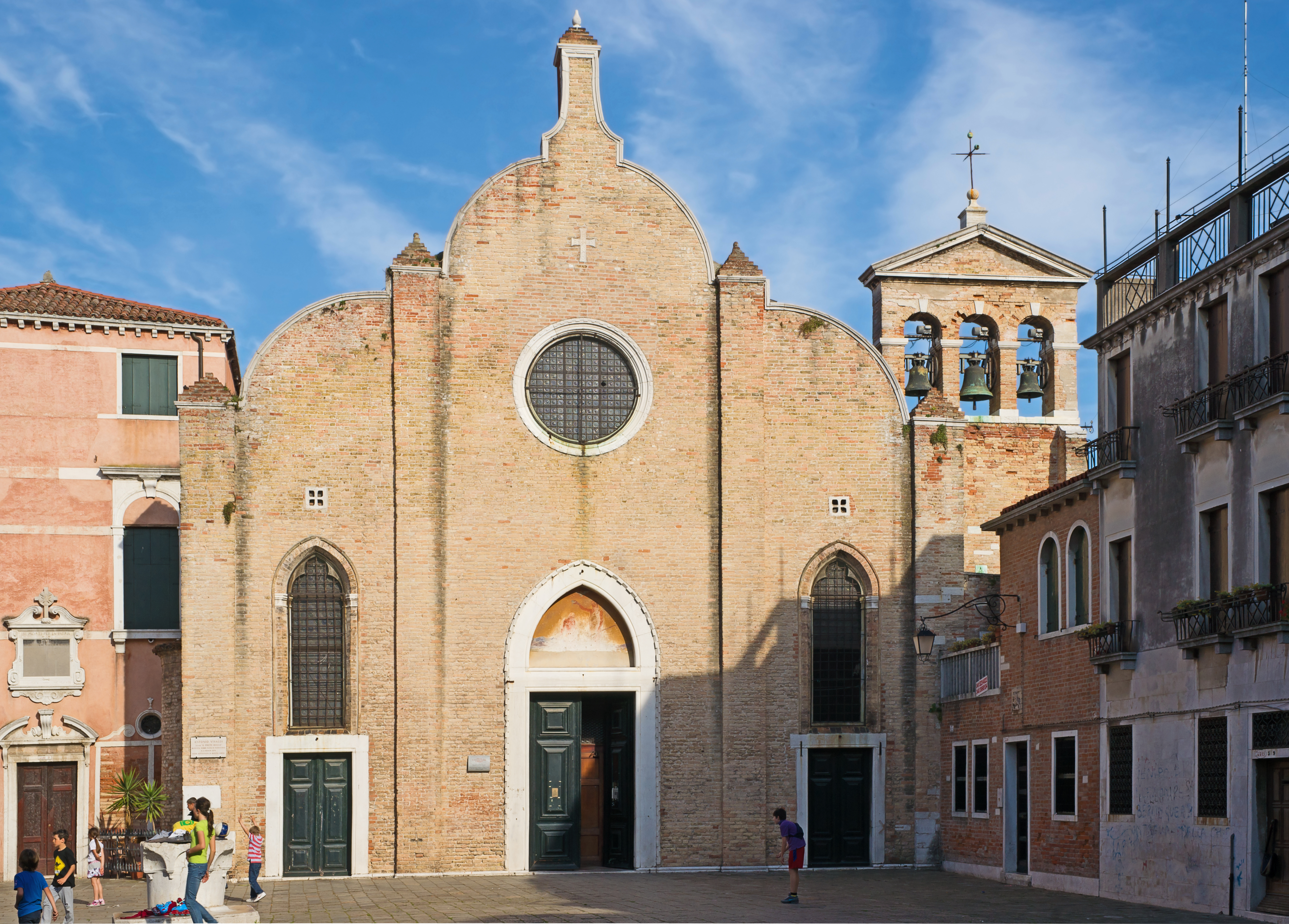
L'església on Vivaldi fou batejat: Chiesa di San Giovanni Battista in Bragora, Sestiere di Castello, Venècia

### Estudis al seminari
Antonio Vivaldi va ser ordenat sacerdot el 23 de març de 1703. Com era pèl-roig, l'anomenaven Il Prete Rosso ('el capellà roig'). A causa d'una malaltia respiratòria crònica, probablement asma, al cap d'un any va deixar de dir missa i, a finals del 1706, abandonà el sacerdoci actiu.
Vivaldi es va dedicar, entre altres activitats, a l'òpera i allà va conèixer Anna Girò (o Giraud), una jove cantant d'òpera que estaria sempre amb ell. Per a ella, va escriure la major part dels primers rols en les seves òperes. Abans d'Anna, Vivaldi solia anar acompanyat d'altres dones, la qual cosa fa pensar que la decisió de no fer missa podria tenir altres motivacions menys relacionades amb la salut. Li agradaven els plaers, la companyia de les dames i la seva activitat empresarial el va portar a viatjar per molts països i a desenvolupar una intensa carrera musical i social.

### Ospedale della Pietà

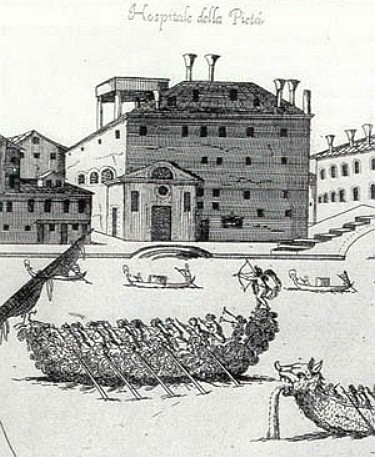
Ospedale della Pietà

L'1 de desembre del 1703, va ser contractat com a professor de violí i sacerdot en un orfenat per a nenes, l'Ospedale della Pietà de Venècia. En aquella època, a la ciutat, hi havia 4 institucions d'aquest tipus finançades amb diners de la República, que recollien infants orfes, fills il·legítims o abandonats pels pares. A l'orfenat, els nois aprenien alguna feina i les noies rebien una bona educació musical. Als 15 anys havien de marxar, i llavors les noies musicalment més avançades esdevenien membres de l'orquestra i el cor de l'Ospedale, que era una formació de gran prestigi.
A l'Ospedale, Vivaldi va desenvolupar diversos càrrecs. El 1709, va tenir problemes amb la direcció de la institució i el van acomiadar, però més endavant van haver de rectificar i el van tornar a contractar el 1711, i el van fer responsable de les activitats musicals com a mestre de capella i mestre de cor. Francesco Gasparini n'era el "Maestro di coro" des del 5 de desembre de 1701, i li van concedir un permís (abril de 1713) per marxar durant sis mesos, però ja no tornaria i la plaça va quedar vacant fins al 1716. El 1716, el van nomenar mestre de concerts. Aquests càrrecs, els va anar compaginant amb els seus viatges, sobretot a partir del 1718, i amb la seva feina com a empresari del Teatro Sant'Angelo de Venècia on, entre altres coses, s'ocupava dels contractes.
La major part dels seus concerts, cantates i música sacra va ser composta per a l'orquestra i el cor de l'Ospedale. En algunes transcripcions modernes de les seves obres, poden llegir-se encara els noms de les joves a qui dedicava l'obra corresponent. Per aquestes composicions, rebia els pagaments corresponents i als documents de l'Ospedale es detallen pagaments per 140 concerts, entre 1723 i 1729.

### Un virtuós del violí
El pare d'Antonio, Giovanni Battista, va ser un reconegut violinista a Venècia, on va ser membre de l'orquestra de Sant Marc, va tocar en diversos teatres venecians i, durant un període, va ensenyar violí a l'Ospedale dei Mendicanti. Com és natural, ell hauria estat el primer a començar a ensenyar violí a Antonio. Més tard, conscient de l'excepcional talent del seu fill, hauria pogut organitzar una formació musical més completa per a Antonio.
Vivaldi podia cobrar per les seves obres perquè era un compositor reconegut. L'any 1711, a partir de la publicació a Amsterdam dels seus concerts L'Estro Armonico (op. 3), la seva fama s'escampà per tot Europa. D'altra banda, la seva activitat empresarial en l'àmbit de l'òpera era lucrativa, ja que es desenvolupava en el que era el principal entreteniment musical de l'època. Això té més transcendència si pensem que Venècia era un dels centres on es va desenvolupar aquest gènere artístic i on existien diferents teatres que competien entre si per atraure el nombrós públic.
Cap al 1717 o 1718, van oferir a Vivaldi un altre càrrec de prestigi: ser mestre de capella a la cort del governador de Màntua, el príncep Felip de Hessen-Darmstadt. I l'any 1722, la fama de Vivaldi, especialment com a compositor d'un nou estil d'òpera, el va portar a Roma convidat pel papa Benet XIII.

### Viatges per Itàlia del 1718 al 1724
A partir del 1718, les òperes de Vivaldi començaren a ser conegudes també fora de la Sereníssima, si bé només gaudien d'una difusió limitada a la resta d'Itàlia. El 1718, Florència rebé l'òpera Scanderber que, si exceptuem el treball d'exordi Ottone in villa representat a la ciutat de Vicenza el 1713, fou la primera òpera que el compositor assolí d'estrenar fora de Venècia. El 1721, Milà acollí en la temporada operística el drama pastoral La Silvia.
En les temporades d'òpera del 1723 al 1724, Vivaldi estava, segons tots els indicis, a Roma; durant la seva estada a la Ciutat Eterna, es representaren dues òperes seves: el 1723 es posà en escena, en el Teatre Capranica, Ercole su'l Termodonte i el 1724 es representà Giustino. A Roma, Vivaldi va escriure el segon acte de La virtù trionfante dell'amore e dell'odio ovvero il Tigrane, que s'estrenà el 1724.

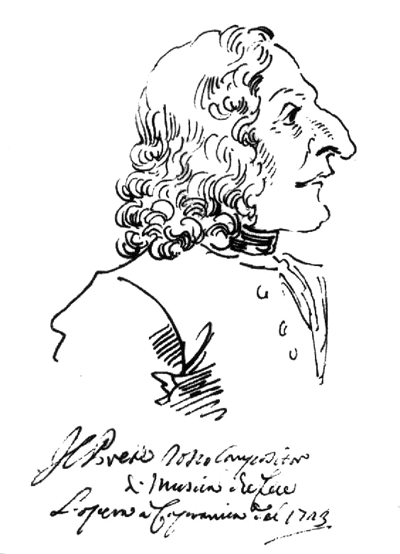
Vivaldi. Caricatura per Ghezzi (1723)

Segons una carta del mateix músic, va estar a Roma en tres ocasions, però encara avui dia no es coneix la data de la tercera estada a la ciutat. Antonio Vivaldi es va saber guanyar l'amistat i la protecció del cardenal Pietro Ottoboni, vertader apassionat de la música i que abans havia estat mecenes d'Arcangelo Corelli. El mateix Vivaldi afirma que el papa en persona l'havia convidat a tocar el violí en la seva presència. Del seu pas per Roma, en resta un preciós testimoni: el cèlebre pintor Pier Leone Ghezzi, fidel il·lustrador de la societat romana de l'època, dibuixà una caricatura de Vivaldi que és un retrat autèntic del natural del gran compositor.
Malgrat que Vivaldi s'allunyés de Venècia no deixava de portar-la en el seu cor: la Sereníssima continuava sent el centre de la seva activitat, tant pel que fa al teatre musical com a la música instrumental. Un testimoni molt valuós per a conèixer les seves creacions musicals són les actes de l'Ospedale della Pietà; en aquestes, es confirma que continuava sent el privilegiat i l'únic que componia música per a la institució: s'havia compromès a enviar a la riba dels Schiavoni, on es trobava l'Ospedale della Pietà, dos concerts al mes, amb les despeses postals al seu càrrec, rebent a canvi un cequi per concert. Vivaldi no estava obligat a cap altra prestació ni presència en la institució.
Retornà a Venècia el 1725. I aquests anys, a més de 4 òperes, va compondre els concerts per a violí anomenats Les quatre estacions, que descriuen escenes de la natura amb recursos musicals. Dins de la vasta producció compositiva d'Antonio Vivaldi, Les quatre estacions és la seva obra més famosa i difosa. Les quatre partitures que la integren (La primavera, L'estiu, La tardor i L'hivern) formen part d'un conjunt de dotze concerts per a violí i orquestra publicats a Amsterdam el 1725. Amb aquesta obra, Vivaldi va voler plasmar a la música els sentiments que despertaven en ell les estacions de l'any. Els violins, l'orquestra de cordes i el baix continu aconsegueixen imitar el cant d'ocells, els trets d'escopeta, els lladrucs dels gossos, la remor de l'aigua de les rieres... Es tracta d'un exemple de música descriptiva o programàtica, molt de moda en el període barroc, encara que Vivaldi la va superar, incorporant innovacions musicals i dotant-la d'una gran frescor i força expressiva.
Al llarg de la seva vida, va rebre encàrrecs molt importants, com l'oratori Juditha triumphans (RV 644), una de les seves grans obres, que va compondre el 1716. El motiu n'era la celebració de la victòria de la República de Venècia davant els turcs, que els va servir per recuperar l'illa de Corfú. Per al casament del rei francès Lluís XV, va escriure la cantata nupcial Gloria e Imeneo (RV 687).
Els concerts La Cetra, del 1727, estaven dedicats a l'emperador austríac Carles VI, el qual admirava Vivaldi i amb qui, en una ocasió, va tenir una trobada a Trieste, Itàlia. L'emperador va comentar que aquell dia havia parlat més amb Vivaldi que en dos anys amb els seus ministres. Li concedí el títol de cavaller, una medalla d'or i una invitació per anar a Viena.
El seu prestigi li permeté compondre òperes comptant amb la col·laboració dels millors llibretistes del moment, com eren el famós Pietro Metastasio, poeta de la cort de Viena, que elaborà el llibret de L'Olimpiade (1734); i amb el jove Carlo Goldoni en Griselda (1735).

### Anna Girò
A Màntua, Vivaldi conegué la cantant Anna Girò (o Giraud), cognom que el mateix Vivaldi escrivia a la italiana: "Girò”. A partir de llavors, la cantant va viure amb ell. Anna Girò, de malnom “L'Annina della Pietà”, debutà a Venècia el 1724 amb l'òpera Laodicea de Tomaso Albinoni.
Encara que la relació entre ambdós anés més enllà, el músic no hi volgué mai admetre altre vincle que el de l'amistat i l'assistència sanitària que li havia dispensat Annina i la seva germana Paolina. Però, en un moment de la seva vida, Vivaldi afirma que visqué catorze anys junt a les dues dones. Anna Girò, que era considerada com alumna seva, era més apreciada pels seus encants que pels seus dots de cantant. Carlo Goldoni traçà un excel·lent retrat de Vivaldi i de Girò en les seves Memoires: “Aquest capellà, excel·lent violinista i mediocre compositor, havia instruït i educat en el cant la senyoreta Girò, jove cantant nascuda a Venècia, però filla d'un perruquer francès. No era bonica, però tenia gràcia, petita estatura, bells ulls, boca fascinant, poca veu i molt de talent per a recitar”.
El 1737, sofrí en carn pròpia una crítica del nunci apostòlic de Ferrara, el cardenal Fabrizio Ruffo, a causa de la seva amistat amb Anna Girò. És molt possible que aquesta amistat es prengués com a pretext per poder intrigar contra Vivaldi (mètode habitual dintre del món teatral); però l'episodi també es pot atribuir a un excés de zel en el compliment del deure per part de la jerarquia eclesiàstica. L'important és que Vivaldi fou molt sensible a la intromissió en la seva vida privada, com ho demostren les seves vehements protestes d'innocència.
D'Anna Girò, se'n perd la pista el 1747, després de la mort de Vivaldi, amb les seves últimes aparicions en els teatres de Venècia.

### Últims batecs
La vida del vecchio, sobrenom amb què Charles de Brosses el va batejar el 1738, estava arribant a la fi; malgrat tot, Vivaldi no disminuïa la seva frenètica activitat i continuava sent l'"Antonio fa presto” de sempre. El 1739, participà a Amsterdam en la celebració del centenari del teatre local. La ciutat holandesa era familiar per a Vivaldi, ja que d'aquí havien sortit la major part de les seves col·leccions impreses de música instrumental. L'espectacle commemoratiu incloïa una tragèdia, Cesare e Catone, i una composició realitzada expressament per a la commemoració: Il centenario del teatro di Amsterdam, amb músiques de diversos compositors; com a introducció, s'interpretà un Concerto Grosso de Vivaldi; el mateix autor en dirigí la interpretació i, probablement, executà personalment la part de violí solista.
El 1739, Vivaldi fou el protagonista d'unes manifestacions musicals a Venècia, en presència dels Principi d'altezza. En la Pietà s'interpretà en forma escènica l'Ecloga piscatoria Mopso, una serenata d'argument de celebració, de la qual no ens ha arribat la partitura; la representació, la motiva la visita a Venècia del príncep Ferran de Baviera, el qual havia tingut ocasió d'apreciar el Catone de Vivaldi a Verona, el 1737.
El 19 de novembre del 1739, la visita del príncep Frederic Cristià, fill del rei de Polònia i príncep electe de Saxònia, Frederic August II, propicià una nova ocasió als venecians per a muntar unes festes; se li oferiren també entreteniments musicals en la Pietà amb la interpretació d'una cantata escenificada titulada Il Coro delle Muse, en la qual Melpómene i les muses celebraven el príncep: en aquesta representació, cantaren l'Apollonia, la Bolognese, Giulietta, Ambrosina, Fortunata, Chiaretta, Margherita, Teresa i Albetta. En finalitzar la primera part, s'interpretà un Concerto di viola d'amore, e leuto col ripieno di moltissimo strumenti i, en finalitzar la segona, un Concerto a violini obbligati in eco. Ambdues composicions estan incloses en una recopilació manuscrita conservada a la Biblioteca de Dresden i titulada: Concerti con molti Istromenti Suonati dalle Figlie del Pio Ospitale della Pietà avanti Sua Altezza Reale Il Serenissimo Federico Cristiano Prencipe Reale di Polonia et Elettorale di Sassonia. Musica di D. Antonio Vivaldi Maestro de Concerti dell'Ospitale sudetto. In Venezia nell'anno 1740. Aquesta recopilació inclou també un concert i una simfonia que, probablement, serviren respectivament com a introducció i conclusió de la serenata.

### Darrers anys
Com en tants i tants casos d'altres artistes, tots els èxits que acompanyaren en vida Vivaldi no evitaren que morís ben pobre. Els enemics de Vivaldi pressionaren el cardenal de Ferrara perquè prohibís, per immoral, la temporada d'òpera que aquest havia de realitzar. Aquest fet va fer decidir Vivaldi a marxar cap a Viena, on regnava Carles VI, per aconseguir el lloc de compositor de la cort.
Malauradament, Vivaldi arribà en el pitjor moment. Carles VI morí; la seva filla, la nova reina, en va haver de fugir i els hongaresos s'havien aixecat en armes. Estaven en guerra i amb aquest panorama Vivaldi quedà sense protecció i va haver d'anar malvenent manuscrits fins a la seva mort. Va morir a casa de la vídua d'un fabricant de selles el 27 o 28 de juliol de 1741 i va ser enterrat el dia 28 de juliol en una fossa comuna. Amb la seva mort, la seva música restaria oblidada fins a la seva redescoberta, ja avançat el segle xx.

## La recuperació de la seva obra
La influència que va tenir en el panorama musical del barroc és d'una gran transcendència. Consolidà el concert per a solista, forma musical que encara avui en dia és vigent. El seu estil és brillant, amb una gran força rítmica, contrastos sonors molt clars i harmonies simples, però suggestives. Va ser un model molt imitat pels seus contemporanis i, entre tots, destaca amb llum pròpia el nom de J. S. Bach.
Bach admirava l'obra de Vivaldi i va inspirar-se en el seu model de concert. Va transcriure per a orgue i també per a clavecí alguns dels concerts de l'opus 3, l'Estro Armonico.
Quan Bach també va caure en un cert oblit, a mesura que la seva producció musical era redescoberta i tornava a ser interpretada, també es feia visible tot el que tenia relació amb la seva obra. Com a conseqüència, es va començar a investigar sobre Vivaldi. I gràcies, sobretot, a la tasca d'Alfredo Casella, l'obra de Vivaldi ocupa el lloc que li correspon en la història de la música. Casella organitzà el 1939 la "Settimana di Vivaldi", que va representar l'impuls definitiu a la posterior divulgació discogràfica de la música de Vivaldi.

## La música a Venècia en elSettecento
En els primers trenta anys del segle xviii, o sigui, en l'època en què Vivaldi formà part de la vida musical de Venècia, existien tres grups d'institucions: el que es considerava com “oficial” estava representat per la capella de Sant Marc, que era la institució més seriosa i solemne; el segon grup estava constituït pels quatre Ospedali –el de la Pietà, que era el de major prestigi, l'Ospedaletto, el dels Incurabili i el dels Mendicanti-; en aquests, s'educava les joves orfes de la ciutat i les filles de famílies nombroses que no podien atendre ni a llur formació ni al seu casament; en aquest hospital, s'interpretava de manera admirable música instrumental i música sacra vocal; el tercer grup d'institucions estava format pels teatres d'òpera, molt nombrosos en la ciutat (quasi un per barri); el pioner n'havia sigut el Sant Cassiano, obert el 1598 i reconstruït el 1629. Aquests teatres es dedicaven a programar òperes de nova creació i reposicions d'òperes ja conegudes durant la Stagione (la temporada), que començava el dia de Sant Esteve i acabava a l'inici de la Quaresma.
Quant a l'activitat en els palaus i en les cases particulars de l'aristocràcia veneciana, s'hi desenvolupaven les anomenades accademie, vetllades en què els propietaris de la casa i els seus convidats escoltaven música interpretada per conjunts musicals i virtuosos que residien a la ciutat. Una gran quantitat de persones s'amuntegava fora dels palaus per poder, així, escoltar algun eco de la música interpretada a l'interior dels palaus.

## Vida social i costums de la Venècia delseglexviii
El Settecento venecià és un d'aquests moments de la història de la civilització que irrompen en el curs profà dels avatars històrics i la seva prosaica quotidianitat. No sols per l'extraordinària riquesa de la producció literària i artística, sinó fins i tot en major mesura, per l'alegria de viure imperant en aquesta època i que es converteix per a l'art, en totes les seves manifestacions, en la font de la seva inspiració.
Així es reflecteix en els deliciosos pastels de Rosalba Carriera, en els paisatges de Canaletto o de Guardi, en les pintures dels Tiepolo o en els llenços de Pietro Longhi. Tampoc la literatura de l'època resta aliena en la seva inspiració a la Serenissima i en la seva vida mundana: Carlo Goldoni reflecteix en les seves comèdies els ambients, personatges, fets diaris i costums d'una societat que basa la seva raó de ser en la recerca i el gaudi dels valors més agradables de la vida de la ciutat.
En el Settecento, la República veneciana, ara convertida en noblesa terratinent, no ha perdut el poder econòmic i pot mostrar-se generosa a l'hora de mostrar la seva opulència.
El 1779, Carlo Contarini es lamenta en un Maggior Consiglio que “el poble pot competir en luxes amb la noblesa, s'aixopluga sota els mateixos costums, es permet de fer els mateixos gestos que ella, cada dia es pot veure més d'una vil persona de la plebs impúdicament admesa en tots els llocs reservats a la noblesa; és més, es mescla amb ella i en algunes ocasions la supera en luxe”. Requisitòries d'aquest tipus es pregonen repetidament, però són sempre desoïdes.

## Obra

### Obra publicada en vida
- 12 sonates per a 2 violins i baix continu, op. 1 (1705).
- 12 sonates per a violí i baix continu, op. 2 (1709).
- L'estro armonico, 12 concerts per a diverses combinacions, op. 3 (1711). En destaquen el núm. 6 en la menor per a violí; el núm. 8 en la menor per a 2 violins; el núm. 10 en si menor per a 4 violins.
- La stravaganza, 12 concerts per a violí, op. 4 (c. 1714).
- 4 sonates per a violí i 2 sonates per a 2 violins i baix continu, op. 5 (1716).
- 6 concerts per a violí, op. 6 (1716-21).
- 2 concerts per a oboè i 10 concerts per a violí, op. 7 (1716-21).
- Il cimento dell'armonia e dell'invenzione, 12 concerts per a violí, op. 8 (1725). Els núm. 1 a 4 són els de Les Quatre Estacions. Les quatre estacions, primer moviment, allegro (?·pàg.).
- La cetra, 12 concerts (11 per a corda i 1 per a 2 violins i corda), op. 9 (1727).
- 6 concerts per a flauta, op. 10 (c. 1728).
- 5 concerts per a violí, 1 concert per a oboè, op 11 (1729).
- 5 concerts per a violí i 1 no determinat, op. 12 (1729).
- Il pastor fido, 6 sonates per a musette, viola, flauta, oboè o violí i baix continu, op. 13 (1737).
- 6 sonates per a violoncel i baix continu (1740).

### Òperes
- Ottone in villa (1713)
- Orlando finto pazzo (1714)
- Arsilda, regina di Ponto (1716)
- Nerone fatto Cesare (1715)
- L'incoronazione di Dario (1716)
- La costanza trionfante degl'amori e de gl'odii (1716)
- Tieteberga (1717)
- Artabano, rè de' Parti (1718)
- Scanderbeg (1718)
- Armida al campo d'Egitto (1718)
- Teuzzone (1719)
- Tito Manlio (1719)
- Gli inganni per vendetta (1720)
- La Candace o siano li veri amici (1720)
- Tito Manlio (1720)
- La verità in cimento (1720)
- Filippo, rè di Macedonia (1721)
- La Silvia (1721)
- Ercole sul Termodonte (1723)
- Il Giustino (1724)
- La virtù trionfante dell'amore e dell'odio ovvero il Tigrane (1724)
- L'inganno trionfante in amore (1725)
- La fede tradita e vendicata (1726)
- Cunegonda (1726)
- Dorilla in Tempe (1726)
- Farnace (1727)
- Orlando furioso (1727)
- Siroe, re di Persia (1727)
- Ipermestra (1727)
- Rosilena ed Oronta (1728)
- Atenaide (1729)
- Argippo (1730)
- Alvilda, regina de' Goti (1731)
- Doriclea (1732)
- Semiramide (1732)
- La fida ninfa (1732)
- Motezuma (1733)
- L'Olimpiade (1734)
- L'Adelaide (1735)
- Aristide (1735)
- Bajazet o Tamerlano (1735)
- Griselda (1735)
- Ginevra, principessa di Scozia (1736)
- Catone in Utica (1737)
- Rosmira (1738)
- L'oracolo in Messenia (1738)
- Feraspe (1739)

### Música Instrumental
- 1 concert per a dos violoncels
- 1 concert per a dues mandolines
- 1 concert per a mandolina
- 1 concert per a dues flautes travesseres
- 1 concert per a dues trompetes
- 2 concerts per a dues trompes
- 4 concerts per a flauta de bec
- 3 concerts per a flautí
- 3 concerts per a dos oboès
- 4 concerts per a dues orquestres de corda i solista
- 10 concerts per a viola d'amor
- 13 concerts per a flauta travessera
- 11 doble concerts
- 19 concerts per a oboè
- 22 concerts de cambra
- 25 concerts per a dos violins
- 27 concerts per a violoncel
- 34 concerts de grup
- 37 concerts per a fagot
- 44 concerts per a orquestra de corda i continu
- 222 concerts per a violí
- 1 sonata per a flauta de bec
- 1 sonata per a oboè
- 1 sonata per a violí, oboè, orgue obligat i chalumeau
- 1 sonata per a dues flautes travesseres
- 1 sonata per a dos oboès
- 2 sonates per a dos violins, viola i baix
- 4 sonates per a flauta travessera
- 5 sonates per a dos instruments diversos
- 6 sonates per a musette
- 9 sonates per a violoncel
- 20 sonates per a dos violins

### Obra sacra
- Kyrie, RV 587
- Gloria, RV 588, RV 589
- Credo, RV 591
- Domine ad adiuvandum me, RV 593
- Dixit Dominus, RV 594, RV 595, RV 807
- Beatus vir, RV 597, RV 598, RV 795
- Nisi Dominus, RV 603, RV 803
- Credidi propter quod, RV 605 (RV Anh. 35b)
- Laetatus sum, RV 607
- Lauda Jerusalem, RV 609
- Magnificat, RV 610
- Regina coeli, RV 615
- Salve Regina, RV 616, RV 617, RV 618, RV 619 (perdut)
- Stabat Mater, RV 621
- Introduzione al Gloria RV 588, RV 639
- Oratorio Juditha triumphans, RV 644